# تمامیت ارضی ایران در دوران پهلوی
تمامیت ارضی ایران در دوران پهلوی کتابی سه‌جلدی از محمدعلی بهمنی قاجار است که در سال ۱۳۹۸ توسط نشر مؤسسه مطالعات و پژوهش‌های سیاسی به زبان فارسی منشتر شد. 

## جایزه
جلد سوم این مجموعه در زمستان ۱۳۹۸ در فهرست نامزدهای دریافت جایزه کتاب سال قرار گرفت.
کتاب تمامیت ارضی ایران در دوران پهلوی (بحرین) به عنوان یکی از برگزیدگان سی و هفتمین دوره کتاب سال ایران انتخاب شد.
برگزیدگان و شایستگان تقدیر سی و هفتمین دوره کتاب سال در ۱۶ بهمن ۱۳۹۸ در تالار وحدت با حضور حسن روحانی، معرفی شدند.